# Pau Babot
Pau Babot (Fráncfort del Meno, 20 de agosto de 2003) es un futbolista alemán, nacionalizado andorrano, que juega en la demarcación de centrocampista para el Rot-Weiß Walldorf de la Hessenliga.

## Selección nacional
Tras jugar en las categorías inferiores de la selección, finalmente hizo su debut con la selección de fútbol de Andorra en un partido de la Liga de Naciones de la UEFA 2024-25 contra Malta que finalizó con un resultado de empate a cero.

## Clubes
| Club                   | País     | Año       | Partidos | Goles |
| ---------------------- | -------- | --------- | -------- | ----- |
| SG Bornheim Grün-Weiss | Alemania | 2022-2023 | 47       | 6     |
| Hanauer SC 1960        | Alemania | 2024-2025 | 40       | 3     |
| Rot-Weiß Walldorf      | Alemania | 2025-     |          |       |